# Paramurexia rothschildi
Paramurexia rothschildi là một loài động vật có vú trong họ Dasyuridae, bộ Dasyuromorphia. Loài này được Tate mô tả năm 1938. Đây là loài đặc hữu của Papua New Guinea. Môi trường sống tự nhiên của chúng là các khu rừng khô nhiệt đới và cận nhiệt đới.